# Celaena lunina
Celaena lunina är en fjärilsart som beskrevs av Adrian Hardy Haworth 1809. Celaena lunina ingår i släktet Celaena och familjen nattflyn. Inga underarter finns listade i Catalogue of Life.